# Notomicrus malkini
Notomicrus malkini là một loài bọ cánh cứng trong họ Noteridae. Loài này được Young miêu tả khoa học đầu tiên năm 1978.